# Chaetogaster limnaei
Chaetogaster limnaei är en ringmaskart som beskrevs av Baer 1827. Enligt Catalogue of Life ingår Chaetogaster limnaei i släktet Chaetogaster och familjen glattmaskar, men enligt Dyntaxa är tillhörigheten istället släktet Chaetogaster och familjen Naididae. Arten är reproducerande i Sverige. Inga underarter finns listade i Catalogue of Life.